# Théodelinde Bourcin-Dubouché
 (juin 2018).
Théodelinde Bourcin-Dubouché, connue sous son nom religieux de vénérable mère Marie-Thérèse du Cœur de Jésus, née le 2 mai 1809 à Montauban et morte le 30 août 1863 à Paris, est une artiste peintre et religieuse française, fondatrice de la congrégation des Sœurs de l'Adoration réparatrice.

## Biographie
Originaire d'une famille sans pratique religieuse, Élisabeth Charlotte Théodelinde Bourcin-Dubouché est la fille de Jean-Baptiste Bourcin du Bouché, sieur du Bouchet (1772-1852), un haut fonctionnaire qui fut trésorier-payeur général, et de Marie Élisabeth Carlotta Marini. Elle est la cousine germaine du collectionneur d'art et mécène Adrien Dubouché (1818-1881). Théodelinde connaît, adolescente, le jansénisme qui marque encore cette époque.

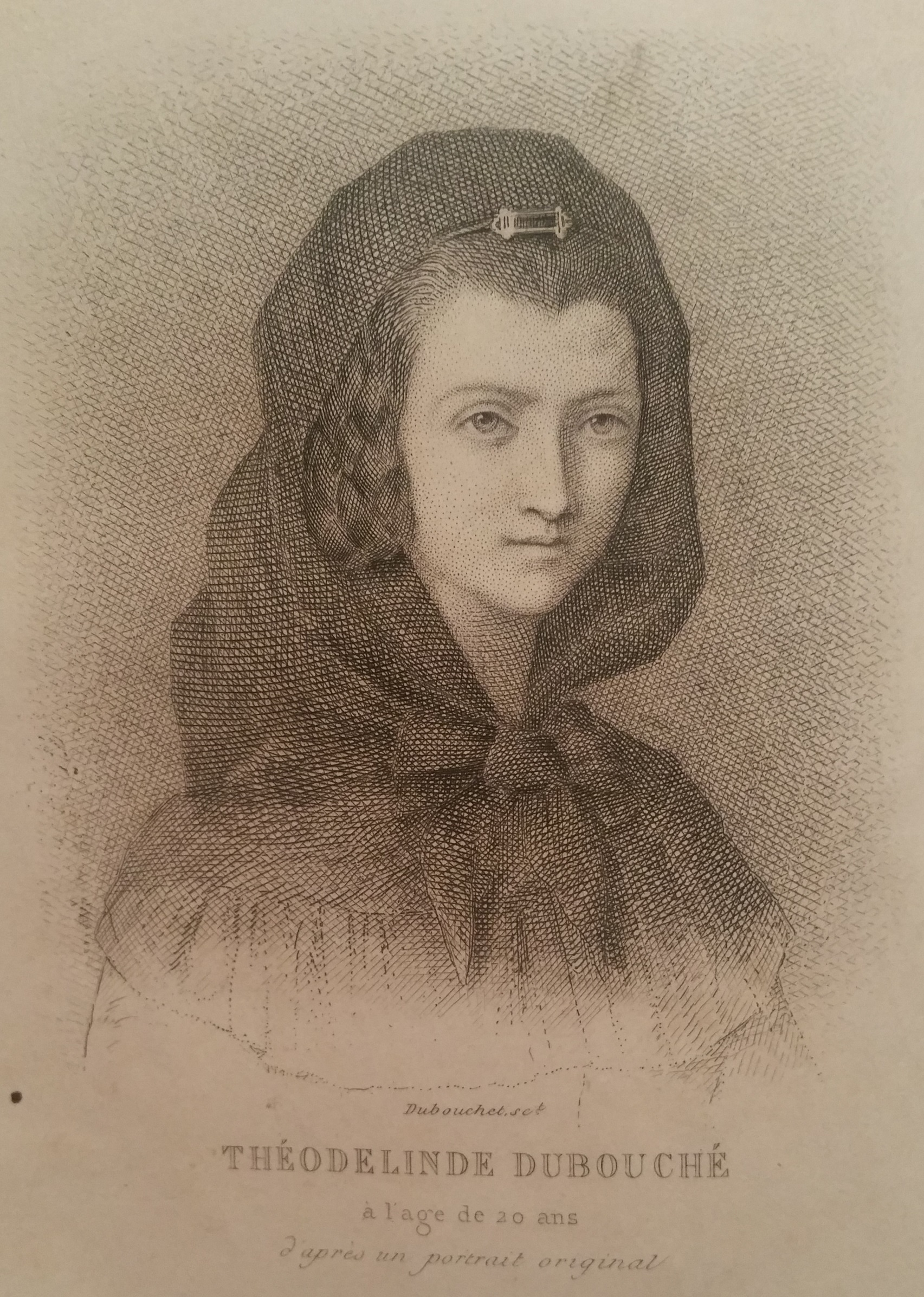
Théodelinde à l'âge de 20 ans

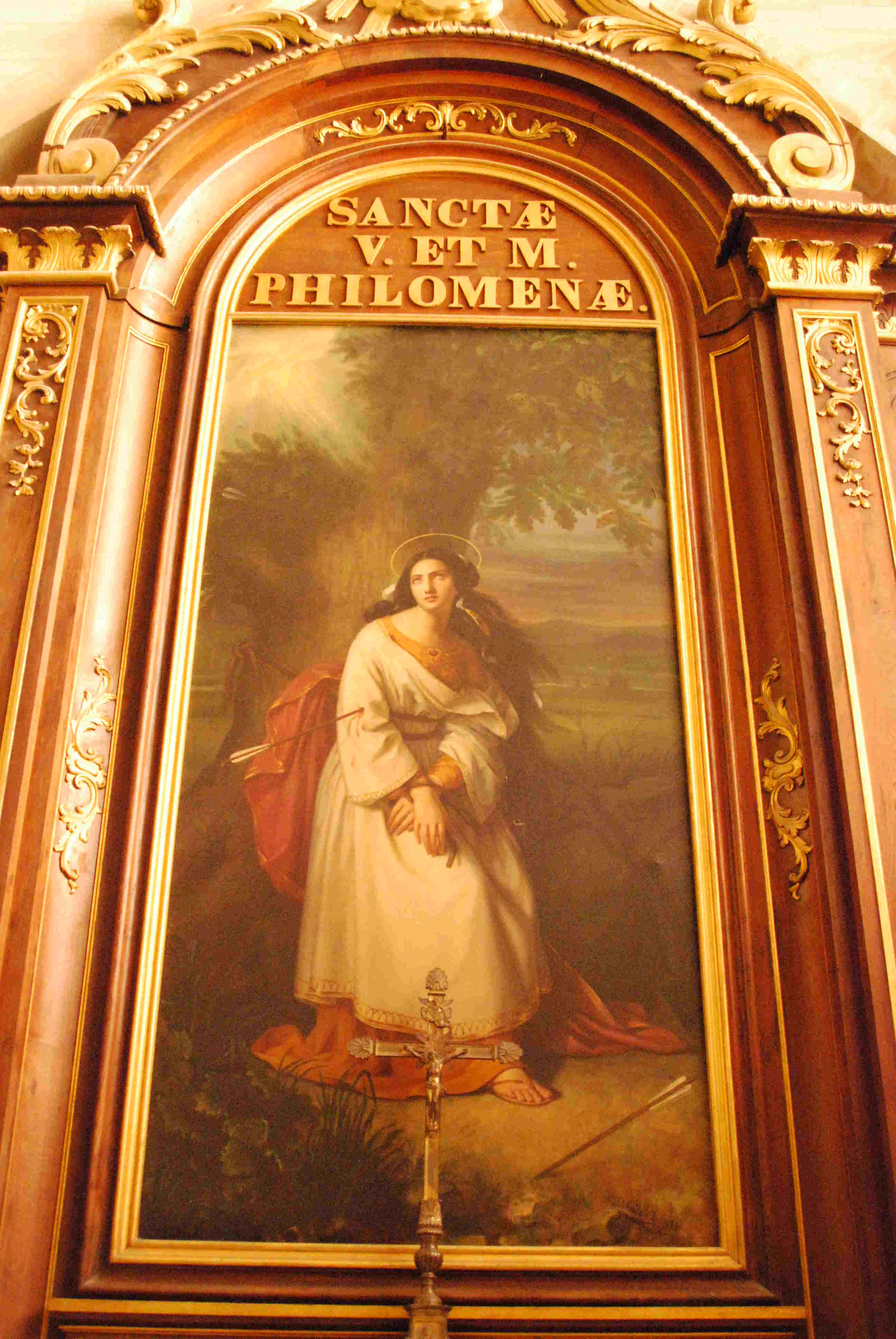
Théodelinde Bourcin-Dubouché, Sainte Philomène (1839), cathédrale Notre-Dame de Bayeux.

En 1833, elle entre dans l'atelier du peintre François-Louis Dejuinne (1786-1844) et y acquiert un grand talent. Elle mène de front vie de prière et vie mondaine : théâtres, concerts, réceptions littéraires où elle brille par son esprit. Elle travaille durant huit à dix heures par jour à l'atelier. Véritable artiste, la peinture est pour elle une passion et peindre est une façon d'épancher au dehors ce trop-plein d'amour qui fermente dans son cœur et dans son esprit.
Elle découvre peu à peu la valeur de l'autre, et son dévouement pour les personnes souffrantes se fait grandissant, en même temps que s'approfondit son amour du Christ. Elle s'approche des mystères de la vie chrétienne : l'Incarnation, la Rédemption, et l'Eucharistie. De 1846 à 1848, trois visions orienteront sa vie : vision eucharistique à Notre-Dame de Paris, vision de Jésus crucifié, et vision du Cœur du Christ, qui rejoint le sien par un canal d'or. Poussée par sa croyance en Dieu, elle propose à la sœur prieure du Carmel la création d'un tiers-ordre, régulier et séculier, lié au Carmel. Avec l'approbation des autorités religieuses, elle forme ainsi, le 6 août 1848, sa première petite communauté.
L'Institut de l'Adoration réparatrice est né, et approuvé par Marie Dominique Auguste Sibour (1792-1857), archevêque de Paris, en février de l'année suivante. Le 27 mai 1849, Théodelinde Bourcin-Dubouché revêt l'habit, fait profession le 29 mai, et devient mère Marie-Thérèse du Cœur de Jésus. Le 13 juin, treize sœurs prennent l'habit à leur tour. En 1850, elle est appelée à Lyon pour y créer une fondation. Le 8 novembre 1855, alors qu'un incendie ravage la chapelle, et qu'elle veut sauver le Saint Sacrement des flammes, elle est très gravement brûlée. Les années qui suivent sont marquées par de terribles souffrances, tant physiques que morales. Le 10 février 1859, avec ses quatre premières religieuses, elle fait profession perpétuelle. L'année suivante, elle crée le couvent de Châlons-sur-Marne.
Elle meurt le 30 août 1863. Après une messe de 6e classe des pauvres à l'église Saint-Jacques-du-Haut-Pas, elle est inhumée le 26 février 1864 dans la crypte de la congrégation de l'Adoration réparatrice au 39, rue Gay-Lussac à Paris. « L'héroïcité de ses vertus » ayant été reconnue par l'Église catholique romaine, elle est déclarée vénérable par le pape Pie X le 19 mars 1913.

## Citations
- « L'Adoration eucharistique, c'est d'être là comme une fleur devant son soleil. Si vous saviez quel est Celui qui vous regarde à travers ces voiles. […] Ne faites rien, qu'importe ! Une vertu sortira de Lui. […] Les bons anges vous enverront le souffle de sa bouche, la chaleur de son cœur... »[réf. nécessaire]
- « Au pied de l'Eucharistie, il n'y a ni lieu, ni temps, ni distance. En Lui, on se retrouve, on s'aime, on se soutient. »[réf. nécessaire]
- « L'oraison, c'est la vie de Dieu. C'est l'exercice qui, sous différentes formes, tient l'âme dans l'union parfaite et continuelle avec Dieu. »[réf. nécessaire]
- « Une âme unie à Dieu est un feu qui embrase tout autour d'elle. »[réf. nécessaire]

## Publications
- Joies et désenchantements de la première étape : Enfance et jeunesse de Théodelinde Dubouché, Lille , éd. Grammont, 1909, rééd. 1970.
- L'Adoration au soleil de Dieu, 1979.

## Témoignage
- « Durant les journées tragiques de 1848, elle [Théodelinde Dubouché] groupe dans la chapelle des Carmélites de la rue Denfert-Rochereau à Paris et avec le soutien et l'appui de la Mère Supérieure, pour une quarantaine de prières, des âmes éprises du même idéal de réparation. En quelques semaines, 2000 membres s'agrégèrent à l'Association réparatrice dont l'idée avait été lancée par la Sœur Marie de Saint Pierre, la Carmélite de Tours, et dont Théodelinde Dubouché avait obtenu de Mgr Affre, l'archevêque de Paris, l'érection canonique. La même année dans la nuit du jeudi dans l'octave du Saint-Sacrement, le Seigneur lui apparut et lui fit comprendre qu'Il voulait bien plus qu'une association : une congrégation religieuse vouée à l'Adoration réparatrice », père Barbe, Christus[réf. incomplète].